# Everithing's Music
Everithing's Music è un album di Sergio Coppotelli.

## Tracce
1. Everithing's Music
2. Dinner Bluesette
3. Bossa Beat
4. Funky Blues
5. Stratos
6. Suspense (Suite)
7. Summer Dream
8. Anatolia
9. Calypso For You

## I musicisti
- Sergio Coppotelli: chitarra
- Maurizio Giammarco: sax tenore
- Stefano Sabatini: piano, piano elettrico
- Francesco Puglisi: contrabbasso, basso elettrico
- Giampaolo Ascolese: batteria
- Antonello Vannucchi: piano
- Massimo Moriconi: contrabbasso